# Scarlet
Scarlet is een handelsmerk voor vaste telefonie, digitale televisie, vaste internetverbindingen en mobiele telecommunicatie voor particuliere consumenten, in Nederland tot 2014 en in België tot oktober 2022 aangeboden door het gelijknamige bedrijf Scarlet, nadien door Proximus. Het bedrijf Scarlet werd opgericht in Nederland in 1992, is sinds 1997 in België actief en behoort sinds februari 2008 tot de Proximus Groep.

## Geschiedenis
Scarlet werd opgericht in Nederland in 1992 door Paul Gelderloos. Het was destijds een onderdeel van het Amerikaanse Telegroup. In 1999 ging Scarlet als zelfstandige onderneming verder met twee investeerders: NeSBIC CTE Fund, een onderdeel van Fortis, en Egeria, de investeringsmaatschappij van de familie Brenninkmeijer.
Sinds 1997 is Scarlet ook in België actief, als Scarlet Belgium nv. In 2002 kocht het bedrijf zijn concurrent KPN België op. In 2003 nam het Planet Internet België over en eind 2004 ook Tiscali België.
Scarlet raakte in 2004 in Nederland en België bekend bij het grote publiek als uitvinder van het voordeelpakket met de introductie van Scarlet One: het eerste dual-play-pakket op de markt met ADSL-internet en VoDSL-telefonie via internet.
Op 15 februari 2008 kondigde de Belgische telecomreus Belgacom Groep (vanaf 2014 Proximus) de overname van Scarlet aan. Deze overname zorgde ervoor dat Scarlet vanaf 1 oktober 2008 ook Proximus TV kan aanbieden.
Vanaf 2011 werden de Nederlandse en Belgische tak van Scarlet gesplitst.

### Latere geschiedenis in België
Op 1 oktober 2022 werd Scarlet Belgium nv volledig overgenomen door het moederbedrijf en stopt het te bestaan als afzonderlijk bedrijf. Scarlet werd als handelsmerk geïntegreerd in Proximus nv van publiek recht
In 2023-2024 werden de klanten als vervolg van de fusie gemigreerd naar een andere digitale omgeving, app MyScarlet en andere factuurperiode.

### Latere geschiedenis in Nederland.
Op 1 juni 2014 werd Scarlet in Nederland omgedoopt tot Stipte en stootte Belgacom de Nederlandse activiteiten definitief af. Stipte werd in 2016 overgenomen door Fiber Nederland. Sinds 2020 is na een aantal omzwervingen Stipte in Nederland weer terug als zelfstandig diensten aanbieder.
Tot op heden heeft Scarlet de ambitie om essentiële telecom aan de laagste prijs aan te bieden. Zo was Scarlet de eerste om roamingkosten in EU-landen en Zwitserland te schrappen, meer dan een jaar vóór het intreden van de officiële regelgeving waarmee roaming binnen de Europese Unie algeheel werd afgeschaft.

## Ander bedrijf met de naam Scarlet
Van 2008 tot 2011 was Belgacom ook eigenaar van Scarlet B.V., dat sinds 2000 op de Nederlandse Antillen, meer bepaald op Curaçao en Sint Maarten, actief was met GSM-abonnementen en EZ-TALK belkaarten. Het bedrijf bood ook WiMAX-oplossingen aan op de eilanden en ADSL-abonnementen onder de merknaam “Carib-online”.